# Monopoly Media
Monopoly Media este o companie din România care deține o rețea de publicitate indoor.
Compania deține în România aproape 4.000 de ecrane amplasate la metrou, în supermarketuri și baruri.
A fost înființată de omul de afaceri Gabriel Faflei și vândută ulterior grupului Realitatea-Cațavencu.
Monopoly Media operează pe piața de indoor din anul 2004 însă este prezentă pe piața românească de media din anul 1992.
Din iunie 2006 face parte din grupul Realitatea-Cațavencu, unul din cele mai importante grupuri media din țară.
Cifra de afaceri:
- 2009: 4,5 milioane euro[1]
- 2007: 1,8 milioane euro[6]
- 2006: 1,5 milioane euro[7]